# Тамчаль
Тамчаль (перс. تمچال) — село в Ірані, у дегестані Ґурка, в Центральному бахші, шагрестані Астане-Ашрафіє остану Ґілян. За даними перепису 2006 року, його населення становило 718 осіб, що проживали у складі 196 сімей.

## Клімат
Середня річна температура становить 14,52°C, середня максимальна – 28,39°C, а середня мінімальна – -0,21°C. Середня річна кількість опадів – 1191 мм.
| Клімат поселення                              | Клімат поселення | Клімат поселення | Клімат поселення | Клімат поселення | Клімат поселення | Клімат поселення | Клімат поселення | Клімат поселення | Клімат поселення | Клімат поселення | Клімат поселення | Клімат поселення | Клімат поселення |
| Показник                                      | Січ.             | Лют.             | Бер.             | Квіт.            | Трав.            | Черв.            | Лип.             | Серп.            | Вер.             | Жовт.            | Лист.            | Груд.            |                  |
| Середній максимум, °C                         | 8,60             | 9,12             | 11,79            | 17,78            | 21,81            | 25,59            | 28,39            | 28,18            | 25,10            | 21,00            | 16,30            | 12,08            |                  |
| Середня температура, °C                       | 4,20             | 4,72             | 7,38             | 13,36            | 17,40            | 21,18            | 24,22            | 24,03            | 20,95            | 16,83            | 12,10            | 7,91             |                  |
| Середній мінімум, °C                          | −0,21            | 0,31             | 2,96             | 8,96             | 12,98            | 16,78            | 20,05            | 19,87            | 16,80            | 12,66            | 7,96             | 3,74             |                  |
| Норма опадів, мм                              | 115              | 95               | 88               | 47               | 47               | 33               | 33               | 63               | 137              | 212              | 179              | 142              |                  |
| Середньомісячна швидкість вітру, м/с          | 2.40             | 2.49             | 2.40             | 2.39             | 2.35             | 2.58             | 2.69             | 2.30             | 2.14             | 2.10             | 2.00             | 2.16             |                  |
| Середньомісячна сонячна радіація, кДж/м²·день | 6921             | 8986             | 10916            | 15429            | 19620            | 21700            | 22272            | 18837            | 15369            | 10776            | 8550             | 6619             |                  |
| --------------------------------------------- | ---------------- | ---------------- | ---------------- | ---------------- | ---------------- | ---------------- | ---------------- | ---------------- | ---------------- | ---------------- | ---------------- | ---------------- | ---------------- |
| Джерело:                                      |                  |                  |                  |                  |                  |                  |                  |                  |                  |                  |                  |                  |                  |